# Choroketi
Choroketi es una comunidad de Bolivia, ubicada en la región del Chaco boliviano al este del país. Se encuentra en el municipio de Gutiérrez de la provincia Cordillera en el departamento de Santa Cruz. Con una extensión de 17.7 km, cuenta con alrededor de 525, 22 familias con 6,56 miembros (2002).
Las principales actividades económicas realizadas son el pastoreo, el cultivo y la caza. Su nombre hace referencia al Ruprechtia triflora, predominante en la llanura chaqueña.